# Kristijan Vugrinski
Kristijan Vugrinski (1989.) je hrvatski gimnastičar.
Gimnastikom se bavi od 1997. godine. Član je ZTD Hrvatski sokol iz Zagreba. Kad je prešao u seniore, specijalizirao se za vježbanje na konju s hvataljkama.

## Uspjesi
Na PPH 2009. osvojio je drugo mjesto odmah iza Filipa Udea. Na međunarodnom turniru u mađarskom Sambotelu 2010. u završnici je osvojio 4. mjesto u među jakim takmacima, uključujući i aktualnog svjetskog prvaka.
Na svjetskom gimnastičkom kupu u Ljubljani travnja 2016. osvojio je broncu na konju s hvataljkama.